# Giuseppe Fiorini Morosini
Giuseppe Fiorini Morosini  (Paula, 27 de noviembre de 1945) es un Arzobispo Católico italiano, actualmente Arzobispo de Reggio Calabria-Bova.
| Predecesor: Vittorio Luigi Mondello | Arzobispo de Reggio Calabria-Bova 2013–... | Sucesor: En el cargo |

- Datos: Q1528329
- Multimedia: Giuseppe Fiorini Morosini / Q1528329